# 113390 Helvetia
113390 Helvetia è un asteroide della fascia principale. Scoperto nel 2002, presenta un'orbita caratterizzata da un semiasse maggiore pari a 2,3030242 UA e da un'eccentricità di 0,2026061, inclinata di 7,35782° rispetto all'eclittica.
L'asteroide è dedicato all'omonima figura allegorica simbolo della Svizzera.